# Селіта Ібенкс
Селі́та І́бенкс (англ. Selita Ebanks; нар. 15 лютого 1983 року, Джорджтаун, Великий Кайман, Кайманові острови) — кайманська супермодель.

## Життєпис
Має ірландське, афроамериканське та індіанське коріння. Сім'я жила дуже небагато, у Селіти сім братів і сестер. Після закінчення школи переїхала до Нью-Йорка, на Стейтен-Айленд, плануючи вступити до Нью-Йоркського університету і вивчати право . У 17 років була помічена агентом з «Elite Model Management» і почала кар'єру моделі.

## Кар'єра
Брала участь у рекламних кампаніях «Ralph Lauren», «Sweetface», «Abercrombie & Fitch», «Levi's» і «Tommy Hilfiger». У 2007 році з'явилася на обкладинці «Sports Illustrated's 2007 Swimsuit Issue». Тайра Бенкс назвала Селіту своєю наступницею.

## Особисте життя
Ібенкс була заручена з репером і актором Ніком Кенноном  . 4 жовтня 2007 року журнал «People» повідомив, що пара завершила стосунки.